# Гаррі Деркс
Гаррі Деркс (нід. Harry Derckx, 19 березня 1918 — 12 липня 1983) — нідерландський хокеїст на траві.
Срібний призер Олімпійських Ігор 1952 року, бронзовий призер 1948 року.